# Jean Patras de Campaigno
Pour les articles homonymes, voir Patras de Campaigno.
Jean Patras de Campaigno est un homme politique français né le 2 septembre 1805 à Barcelone (Espagne) et mort le 12 octobre 1876 à Toulouse (Haute-Garonne).

## Biographie
Fils d'un officier de l'armée espagnole, il entre à l'école militaire de Saint-Cyr et quitte l'armée avec le grade de capitaine de cuirassiers. Maire de Toulouse, conseiller général, il est député de la Haute-Garonne de 1863 à 1870, siégeant dans la majorité soutenant le Second Empire.

## Sources
- « Jean Patras de Campaigno », dans Adolphe Robert et Gaston Cougny, Dictionnaire des parlementaires français, Edgar Bourloton, 1889-1891 [détail de l’édition]